# Ensemble (natuurkunde)
Een ensemble is een concept uit de statistische mechanica om een verzameling microtoestanden aan te duiden waarin een systeem zich kan bevinden. Uit het ergodisch principe, dat stelt dat elke microtoestand even waarschijnlijk is, kan afgeleid worden in welke macrotoestand het systeem zich het waarschijnlijkst bevindt.
De statistische mechanica maakt veelvuldig gebruik van ensembles om de onzekerheid uit te drukken over de microscopische details van de toestand van een systeem met een groot aantal deeltjes. In een laboratorium kan men bijvoorbeeld de temperatuur van een gas binnen tamelijk nauwe grenzen houden, maar men kan niet de positie en snelheid van elke individuele molecule controleren. De toestand van het gas wordt dus weergegeven door een verdelingsfunctie over een groot aantal mogelijke combinaties van posities en snelheden, die echter allemaal dezelfde macroscopische temperatuur opleveren.
Vaak gebruikte ensembles zijn:
- het microcanoniek ensemble: de totale energie en hoeveelheid materie liggen vast, een volledig afgesloten systeem;
- het canoniek ensemble: de temperatuur ligt vast, er kan energie worden uitgewisseld met de buitenwereld;
- het grootkanoniek ensemble: de temperatuur ligt vast, er kunnen energie en deeltjes worden uitgewisseld met de buitenwereld.

De eerste twee voorbeelden zijn statistische verdelingen op de faseruimte, dat is de combinatie van alle mogelijke (gegeneraliseerde) posities en impulsen van een gegeven stel deeltjes.